# Клодумар, Кинза Годфри
Кинза Годфри Клодумар (англ. Kinza Godfrey Clodumar; 8 февраля 1945, Боэ — 29 ноября 2021) — науруанский политический деятель, многолетний член парламента Науру, министр финансов с августа 2003 по октябрь 2004 года, президент страны с 12 февраля 1997 по 18 июня 1998 года, когда был снят с должности в результате вотума недоверия. Клодумар является представителем коренного населения Науру и проявляет большую озабоченность экологическими проблемами острова. Клодумар также оказывал и прекращал оказывать поддержку другим науруанским политикам — Бернарду Довийого, Рене Харрису, Людвигу Скотти. Для президентов лишение поддержки Клодумара часто означало смещение с должности в результате вотума недоверия.
В 2003 году Клодумар сам дважды попытался вновь стать президентом, однако оба раза потерпел неудачу. На выборах в октябре 2004 года он не прошёл в парламент.
Умер 29 ноября 2021 года в возрасте 76 лет, и на следующий день состоялись государственные похороны. У него остались жена Мирослава, пятеро детей, семеро внуков и двое правнуков.